# Fred Tammes
Frederik (Fred) Tammes (Huizen, 4 oktober 1937) is een Nederlands director of photography en cameraman. 
In de jaren 50 was Tammes onderdeel van een groepje aankomende filmers in Amsterdam, waartoe onder meer Eddy van der Enden, Piet van Moock, Ytzen Brusse en Wim van der Velde behoorden. Hij begon zijn opleiding tot cameraman bij de Cinetone Filmstudio's Amsterdam. Vervolgens werkte Tammes in diverse Nederlandse producties samen met regisseurs als Bert Haanstra, Jef van der Heyden, Karst van der Meulen en Han van Gelder. 
Na een periode in Duitsland vertrok Tammes naar het Verenigd Koninkrijk, waar hij diverse series en films opnam, waaronder drie films van regisseuse Antonia Bird. Hij won onder meer een BAFTA TV Award voor zijn werk in de miniserie Wives and Daughters. 
Sinds 2003 woont Fred Tammes in Australië.  

## Filmografie
Een selectie van televisieseries en films met Fred Tammes als director of photography en cameraman,

### Televisie
- Dalziel and Pascoe (2005)
- Wives and Daughters (1999)
- Hamish Macbeth (1995-1997)
- De Legende van de Bokkerijders (1994)
- Mijn idee (1988)
- Thomas en Senior (1985)
- De Zevensprong (1982)
- Der ganz normale Wahnsinn (1979-1980)

### Film
- Mad Love (1995)
- Best of the Best 2 (1993)
- Thomas en Senior op het spoor van Brute Berend (1985)
- De Bende van hiernaast (1980)
- Wijd en Zijd (1964)
- Zoo (1961)